# Notodden
Notodden é uma comuna da Noruega, com 914 km² de área e 12 359 habitantes (censo de 2005).         
Fica em seu território a Igreja de Madeira de Heddal.